# Final de Ascenso 2016-17
La Final de Ascenso 2016-17 fue una llave de definición, en la cual se enfrentaron el campeón del Torneo Apertura 2016: Dorados de Sinaloa, contra el campeón del Torneo Clausura 2017: Lobos BUAP, disputándose en partidos de ida y vuelta, para determinar al equipo que ascendería a la Liga Bancomer MX.

## Sistema de competición
Disputarán el ascenso a la Liga Bancomer MX los campeones de los Torneos Apertura 2016 y Clausura 2017. El Club con mayor número de puntos en la Tabla General de Clasificación de la Temporada 2016-2017, (tabla que suma los puntos obtenidos por los Clubes participantes durante ambos Torneos) y tomando en cuenta los criterios de desempate establecidos en el reglamento de competencia, será el que juegue como local el partido de vuelta, eligiendo el horario del mismo y debiéndose jugar obligatoriamente en sábado y sábado.
El Club vencedor de la Final de Ascenso a la Liga Bancomer MX será aquel que en los dos partidos anote el mayor número de goles, criterio conocido como marcador global. Si al término del tiempo reglamentario el partido está empatado, se agregarán dos tiempos extras de 15 minutos cada uno. De persistir el empate en estos periodos, se procederá a lanzar tiros penales, hasta que resulte un vencedor.

## Información de los equipos
| Equipo     | Entrenador        | Ciudad            | Estadio             | Capacidad | Kit    |
| ---------- | ----------------- | ----------------- | ------------------- | --------- | ------ |
| Dorados    | Gabriel Caballero | Culiacán, Sinaloa | Banorte             | 23 000    | Charly |
| Lobos BUAP | Rafael Puente Jr. | Puebla, Puebla    | Olímpico de la BUAP | 21 750    | Keuka  |

## Partidos

### Dorados-Lobos BUAP
| 13 de mayo de 2017, 17:00 (UTC-5) | Lobos BUAP | 1:0 (1:0) | Dorados | Estadio Olímpico de la BUAP, Puebla                                  |                                                                      |
|                                   | Escoto 23' | Reporte   |         | Asistencia: 19 985 espectadores Árbitro(s): Alejandro Funk Villafañe | Asistencia: 19 985 espectadores Árbitro(s): Alejandro Funk Villafañe |

| 20 de mayo de 2017, 20:00 (UTC-6)                          | Dorados                 | 2:2 (2:2) | Lobos BUAP               | Estadio Banorte, Culiacán, Sinaloa                             |                                                                |
|                                                            | Velasco 1' · Hachen 29' | Reporte   | Jiménez 36' · Escoto 41' | Asistencia: 19 333 espectadores Árbitro(s): Oscar Mejía García | Asistencia: 19 333 espectadores Árbitro(s): Oscar Mejía García |
| Lobos BUAP asciende a la Primera División de México (3:2). |                         |           |                          |                                                                |                                                                |

#### Final - Ida
| 31    | POR   | Francisco Canales |     |
| 2     | DEF   | César Cercado     | 69' |
| 3     | DEF   | Orlando Rincón    |     |
| 24    | DEF   | Rodrigo Godínez   |     |
| 90    | DEF   | Eduardo Tercero   |     |
| 123   | DEF   | Carlos Martínez   | 86' |
| 8     | MED   | Jorge Ibarra      |     |
| 20    | MED   | Luis Pérez        |     |
| 7     | DEL   | Amaury Escoto     |     |
| 9     | DEL   | Diego Jiménez     |     |
| 16    | DEL   | Emilio Sánchez    | 67' |
| D. T. | D. T. | Rafael Puente Jr. |     |

| 51    | POR   | Gaspar Servio     |     |
| 50    | DEF   | Oliver Ortiz      |     |
| 57    | DEF   | Carlos Pinto      | 70' |
| 58    | DEF   | Fausto Pinto      |     |
| 65    | DEF   | Cristian Báez     |     |
| 46    | MED   | Flavio Santos     | 62' |
| 47    | MED   | Marco Argüelles   | MT' |
| 71    | MED   | Moisés Velasco    |     |
| 100   | MED   | Jesús Angulo      |     |
| 59    | DEL   | Gabriel Hachen    |     |
| 75    | DEL   | Vinicio Angulo    |     |
| D. T. | D. T. | Gabriel Caballero |     |

| 13 | Centrocampista | Omar Tejeda    | 67' |
| 25 | Centrocampista | José Tehuitzil | 69' |
| 10 | Delantero      | Ricardinho     | 86' |

| 48  | Delantero      | Patricio Rubio              | MT' |
| 68  | Centrocampista | Fernando Arce               | 62' |
| 107 | Defensa        | Luis Eduardo García Carmona | 70' |

| 23' | Amaury Escoto | 1:0 |

| 57' | Eduardo Tercero |

| 37' · 70' · 76' | Gabriel Hachen Vinicio Angulo Cristian Báez |

| 47' | Amaury Escoto |

| Principal  | Alejandro Funk Villafañe      |
| Asistentes | Cesar Cerritos García         |
|            | Enrique Martìnez Sandoval     |
| Cuarto     | Juan Andrés Esquivel Gonzalez |

|                    |     |     |
| Tiros              | 9   | 7   |
| Tiros a puerta     | 2   | 2   |
| Faltas             | 2   | 4   |
| Saques de esquina  | 6   | 3   |
| Penaltis           | 0   | 0   |
| Fueras de juego    | 0   | 0   |
| Posesión del balón | 54% | 46% |

| Alineación inicial |

| 31    | POR   | Francisco Canales |     |
| 2     | DEF   | César Cercado     | 69' |
| 3     | DEF   | Orlando Rincón    |     |
| 24    | DEF   | Rodrigo Godínez   |     |
| 90    | DEF   | Eduardo Tercero   |     |
| 123   | DEF   | Carlos Martínez   | 86' |
| 8     | MED   | Jorge Ibarra      |     |
| 20    | MED   | Luis Pérez        |     |
| 7     | DEL   | Amaury Escoto     |     |
| 9     | DEL   | Diego Jiménez     |     |
| 16    | DEL   | Emilio Sánchez    | 67' |
| D. T. | D. T. | Rafael Puente Jr. |     |

| 51    | POR   | Gaspar Servio     |     |
| 50    | DEF   | Oliver Ortiz      |     |
| 57    | DEF   | Carlos Pinto      | 70' |
| 58    | DEF   | Fausto Pinto      |     |
| 65    | DEF   | Cristian Báez     |     |
| 46    | MED   | Flavio Santos     | 62' |
| 47    | MED   | Marco Argüelles   | MT' |
| 71    | MED   | Moisés Velasco    |     |
| 100   | MED   | Jesús Angulo      |     |
| 59    | DEL   | Gabriel Hachen    |     |
| 75    | DEL   | Vinicio Angulo    |     |
| D. T. | D. T. | Gabriel Caballero |     |

| 13 | Centrocampista | Omar Tejeda    | 67' |
| 25 | Centrocampista | José Tehuitzil | 69' |
| 10 | Delantero      | Ricardinho     | 86' |

| 48  | Delantero      | Patricio Rubio              | MT' |
| 68  | Centrocampista | Fernando Arce               | 62' |
| 107 | Defensa        | Luis Eduardo García Carmona | 70' |

| 23' | Amaury Escoto | 1:0 |

| 57' | Eduardo Tercero |

| 37' · 70' · 76' | Gabriel Hachen Vinicio Angulo Cristian Báez |

| 47' | Amaury Escoto |

| Principal  | Alejandro Funk Villafañe      |
| Asistentes | Cesar Cerritos García         |
|            | Enrique Martìnez Sandoval     |
| Cuarto     | Juan Andrés Esquivel Gonzalez |

|                    |     |     |
| Tiros              | 9   | 7   |
| Tiros a puerta     | 2   | 2   |
| Faltas             | 2   | 4   |
| Saques de esquina  | 6   | 3   |
| Penaltis           | 0   | 0   |
| Fueras de juego    | 0   | 0   |
| Posesión del balón | 54% | 46% |

| Alineación inicial |

| 31    | POR   | Francisco Canales |     |
| 2     | DEF   | César Cercado     | 69' |
| 3     | DEF   | Orlando Rincón    |     |
| 24    | DEF   | Rodrigo Godínez   |     |
| 90    | DEF   | Eduardo Tercero   |     |
| 123   | DEF   | Carlos Martínez   | 86' |
| 8     | MED   | Jorge Ibarra      |     |
| 20    | MED   | Luis Pérez        |     |
| 7     | DEL   | Amaury Escoto     |     |
| 9     | DEL   | Diego Jiménez     |     |
| 16    | DEL   | Emilio Sánchez    | 67' |
| D. T. | D. T. | Rafael Puente Jr. |     |

| 51    | POR   | Gaspar Servio     |     |
| 50    | DEF   | Oliver Ortiz      |     |
| 57    | DEF   | Carlos Pinto      | 70' |
| 58    | DEF   | Fausto Pinto      |     |
| 65    | DEF   | Cristian Báez     |     |
| 46    | MED   | Flavio Santos     | 62' |
| 47    | MED   | Marco Argüelles   | MT' |
| 71    | MED   | Moisés Velasco    |     |
| 100   | MED   | Jesús Angulo      |     |
| 59    | DEL   | Gabriel Hachen    |     |
| 75    | DEL   | Vinicio Angulo    |     |
| D. T. | D. T. | Gabriel Caballero |     |

| 13 | Centrocampista | Omar Tejeda    | 67' |
| 25 | Centrocampista | José Tehuitzil | 69' |
| 10 | Delantero      | Ricardinho     | 86' |

| 48  | Delantero      | Patricio Rubio              | MT' |
| 68  | Centrocampista | Fernando Arce               | 62' |
| 107 | Defensa        | Luis Eduardo García Carmona | 70' |

| 23' | Amaury Escoto | 1:0 |

| 57' | Eduardo Tercero |

| 37' · 70' · 76' | Gabriel Hachen Vinicio Angulo Cristian Báez |

| 47' | Amaury Escoto |

| Principal  | Alejandro Funk Villafañe      |
| Asistentes | Cesar Cerritos García         |
|            | Enrique Martìnez Sandoval     |
| Cuarto     | Juan Andrés Esquivel Gonzalez |

|                    |     |     |
| Tiros              | 9   | 7   |
| Tiros a puerta     | 2   | 2   |
| Faltas             | 2   | 4   |
| Saques de esquina  | 6   | 3   |
| Penaltis           | 0   | 0   |
| Fueras de juego    | 0   | 0   |
| Posesión del balón | 54% | 46% |

| Alineación inicial |

| 31    | POR   | Francisco Canales |     |
| 2     | DEF   | César Cercado     | 69' |
| 3     | DEF   | Orlando Rincón    |     |
| 24    | DEF   | Rodrigo Godínez   |     |
| 90    | DEF   | Eduardo Tercero   |     |
| 123   | DEF   | Carlos Martínez   | 86' |
| 8     | MED   | Jorge Ibarra      |     |
| 20    | MED   | Luis Pérez        |     |
| 7     | DEL   | Amaury Escoto     |     |
| 9     | DEL   | Diego Jiménez     |     |
| 16    | DEL   | Emilio Sánchez    | 67' |
| D. T. | D. T. | Rafael Puente Jr. |     |

| 51    | POR   | Gaspar Servio     |     |
| 50    | DEF   | Oliver Ortiz      |     |
| 57    | DEF   | Carlos Pinto      | 70' |
| 58    | DEF   | Fausto Pinto      |     |
| 65    | DEF   | Cristian Báez     |     |
| 46    | MED   | Flavio Santos     | 62' |
| 47    | MED   | Marco Argüelles   | MT' |
| 71    | MED   | Moisés Velasco    |     |
| 100   | MED   | Jesús Angulo      |     |
| 59    | DEL   | Gabriel Hachen    |     |
| 75    | DEL   | Vinicio Angulo    |     |
| D. T. | D. T. | Gabriel Caballero |     |

| 13 | Centrocampista | Omar Tejeda    | 67' |
| 25 | Centrocampista | José Tehuitzil | 69' |
| 10 | Delantero      | Ricardinho     | 86' |

| 48  | Delantero      | Patricio Rubio              | MT' |
| 68  | Centrocampista | Fernando Arce               | 62' |
| 107 | Defensa        | Luis Eduardo García Carmona | 70' |

| 23' | Amaury Escoto | 1:0 |

| 57' | Eduardo Tercero |

| 37' · 70' · 76' | Gabriel Hachen Vinicio Angulo Cristian Báez |

| 47' | Amaury Escoto |

| Principal  | Alejandro Funk Villafañe      |
| Asistentes | Cesar Cerritos García         |
|            | Enrique Martìnez Sandoval     |
| Cuarto     | Juan Andrés Esquivel Gonzalez |

|                    |     |     |
| Tiros              | 9   | 7   |
| Tiros a puerta     | 2   | 2   |
| Faltas             | 2   | 4   |
| Saques de esquina  | 6   | 3   |
| Penaltis           | 0   | 0   |
| Fueras de juego    | 0   | 0   |
| Posesión del balón | 54% | 46% |

| Alineación inicial |

#### Final - Vuelta
| 51    | POR   | Gaspar Servio     |     |
| 57    | DEF   | Carlos Pinto      |     |
| 58    | DEF   | Fausto Pinto      | 67' |
| 65    | DEF   | Cristian Báez     |     |
| 50    | DEF   | Oliver Ortiz      |     |
| 46    | MED   | Flavio Santos     |     |
| 71    | MED   | Moisés Velasco    |     |
| 56    | MED   | Pablo Torres      | 78' |
| 100   | MED   | Jesús Angulo      | 87' |
| 75    | DEL   | Vinicio Angulo    |     |
| 59    | DEL   | Gabriel Hachen    |     |
| D. T. | D. T. | Gabriel Caballero |     |

| 31    | POR   | Francisco Canales |       |
| 2     | DEF   | César Cercado     |       |
| 3     | DEF   | Orlando Rincón    |       |
| 90    | DEF   | Eduardo Tercero   |       |
| 24    | DEF   | Rodrigo Godínez   |       |
| 123   | MED   | Carlos Martínez   |       |
| 8     | MED   | Jorge Ibarra      |       |
| 20    | MED   | Luis Pérez        |       |
| 7     | MED   | Amaury Escoto     | 90+1' |
| 9     | DEL   | Diego Jiménez     | 84'   |
| 16    | DEL   | Emilio Sánchez    | 75'   |
| D. T. | D. T. | Rafael Puente Jr. |       |

| 48 | Delantero | Patricio Rubio | 67' |
| 69 | Delantero | José García    | 78' |
| 63 | Defensa   | Luis Trujillo  | 87' |

| 13 | Centrocampista | Omar Tejeda       | 75'   |
| 4  | Defensa        | Richard Okunorobo | 84'   |
| 35 | Centrocampista | Diego Campos      | 90+1' |

| 1' · 29' | Moisés Velasco Gabriel Hachen | 1:0 2:0 |

| 36' · 41' | Diego Jiménez Amaury Escoto | 2:1 2:2 |

| 69' · 75' | Carlos Pinto Gabriel Hachen |

| 71' · 84' | Alfonso Sánchez Luis Pérez |

| 90' | Oliver Ortíz |

| Principal  | Oscar Mejía García               |
| Asistentes | Enrique Isaac Bustos Díaz        |
|            | Lixy Esperanza Enríquez Guerrero |
| Cuarto     | Arturo Cruz Hurtado              |

|                    |     |     |
| Tiros              | 8   | 7   |
| Tiros a puerta     | 4   | 6   |
| Faltas             | 6   | 3   |
| Saques de esquina  | 6   | 7   |
| Penaltis           | 0   | 0   |
| Fueras de juego    | 0   | 0   |
| Posesión del balón | 56% | 44% |

| Alineación inicial |

| 51    | POR   | Gaspar Servio     |     |
| 57    | DEF   | Carlos Pinto      |     |
| 58    | DEF   | Fausto Pinto      | 67' |
| 65    | DEF   | Cristian Báez     |     |
| 50    | DEF   | Oliver Ortiz      |     |
| 46    | MED   | Flavio Santos     |     |
| 71    | MED   | Moisés Velasco    |     |
| 56    | MED   | Pablo Torres      | 78' |
| 100   | MED   | Jesús Angulo      | 87' |
| 75    | DEL   | Vinicio Angulo    |     |
| 59    | DEL   | Gabriel Hachen    |     |
| D. T. | D. T. | Gabriel Caballero |     |

| 31    | POR   | Francisco Canales |       |
| 2     | DEF   | César Cercado     |       |
| 3     | DEF   | Orlando Rincón    |       |
| 90    | DEF   | Eduardo Tercero   |       |
| 24    | DEF   | Rodrigo Godínez   |       |
| 123   | MED   | Carlos Martínez   |       |
| 8     | MED   | Jorge Ibarra      |       |
| 20    | MED   | Luis Pérez        |       |
| 7     | MED   | Amaury Escoto     | 90+1' |
| 9     | DEL   | Diego Jiménez     | 84'   |
| 16    | DEL   | Emilio Sánchez    | 75'   |
| D. T. | D. T. | Rafael Puente Jr. |       |

| 48 | Delantero | Patricio Rubio | 67' |
| 69 | Delantero | José García    | 78' |
| 63 | Defensa   | Luis Trujillo  | 87' |

| 13 | Centrocampista | Omar Tejeda       | 75'   |
| 4  | Defensa        | Richard Okunorobo | 84'   |
| 35 | Centrocampista | Diego Campos      | 90+1' |

| 1' · 29' | Moisés Velasco Gabriel Hachen | 1:0 2:0 |

| 36' · 41' | Diego Jiménez Amaury Escoto | 2:1 2:2 |

| 69' · 75' | Carlos Pinto Gabriel Hachen |

| 71' · 84' | Alfonso Sánchez Luis Pérez |

| 90' | Oliver Ortíz |

| Principal  | Oscar Mejía García               |
| Asistentes | Enrique Isaac Bustos Díaz        |
|            | Lixy Esperanza Enríquez Guerrero |
| Cuarto     | Arturo Cruz Hurtado              |

|                    |     |     |
| Tiros              | 8   | 7   |
| Tiros a puerta     | 4   | 6   |
| Faltas             | 6   | 3   |
| Saques de esquina  | 6   | 7   |
| Penaltis           | 0   | 0   |
| Fueras de juego    | 0   | 0   |
| Posesión del balón | 56% | 44% |

| Alineación inicial |

| 51    | POR   | Gaspar Servio     |     |
| 57    | DEF   | Carlos Pinto      |     |
| 58    | DEF   | Fausto Pinto      | 67' |
| 65    | DEF   | Cristian Báez     |     |
| 50    | DEF   | Oliver Ortiz      |     |
| 46    | MED   | Flavio Santos     |     |
| 71    | MED   | Moisés Velasco    |     |
| 56    | MED   | Pablo Torres      | 78' |
| 100   | MED   | Jesús Angulo      | 87' |
| 75    | DEL   | Vinicio Angulo    |     |
| 59    | DEL   | Gabriel Hachen    |     |
| D. T. | D. T. | Gabriel Caballero |     |

| 31    | POR   | Francisco Canales |       |
| 2     | DEF   | César Cercado     |       |
| 3     | DEF   | Orlando Rincón    |       |
| 90    | DEF   | Eduardo Tercero   |       |
| 24    | DEF   | Rodrigo Godínez   |       |
| 123   | MED   | Carlos Martínez   |       |
| 8     | MED   | Jorge Ibarra      |       |
| 20    | MED   | Luis Pérez        |       |
| 7     | MED   | Amaury Escoto     | 90+1' |
| 9     | DEL   | Diego Jiménez     | 84'   |
| 16    | DEL   | Emilio Sánchez    | 75'   |
| D. T. | D. T. | Rafael Puente Jr. |       |

| 48 | Delantero | Patricio Rubio | 67' |
| 69 | Delantero | José García    | 78' |
| 63 | Defensa   | Luis Trujillo  | 87' |

| 13 | Centrocampista | Omar Tejeda       | 75'   |
| 4  | Defensa        | Richard Okunorobo | 84'   |
| 35 | Centrocampista | Diego Campos      | 90+1' |

| 1' · 29' | Moisés Velasco Gabriel Hachen | 1:0 2:0 |

| 36' · 41' | Diego Jiménez Amaury Escoto | 2:1 2:2 |

| 69' · 75' | Carlos Pinto Gabriel Hachen |

| 71' · 84' | Alfonso Sánchez Luis Pérez |

| 90' | Oliver Ortíz |

| Principal  | Oscar Mejía García               |
| Asistentes | Enrique Isaac Bustos Díaz        |
|            | Lixy Esperanza Enríquez Guerrero |
| Cuarto     | Arturo Cruz Hurtado              |

|                    |     |     |
| Tiros              | 8   | 7   |
| Tiros a puerta     | 4   | 6   |
| Faltas             | 6   | 3   |
| Saques de esquina  | 6   | 7   |
| Penaltis           | 0   | 0   |
| Fueras de juego    | 0   | 0   |
| Posesión del balón | 56% | 44% |

| Alineación inicial |

| 51    | POR   | Gaspar Servio     |     |
| 57    | DEF   | Carlos Pinto      |     |
| 58    | DEF   | Fausto Pinto      | 67' |
| 65    | DEF   | Cristian Báez     |     |
| 50    | DEF   | Oliver Ortiz      |     |
| 46    | MED   | Flavio Santos     |     |
| 71    | MED   | Moisés Velasco    |     |
| 56    | MED   | Pablo Torres      | 78' |
| 100   | MED   | Jesús Angulo      | 87' |
| 75    | DEL   | Vinicio Angulo    |     |
| 59    | DEL   | Gabriel Hachen    |     |
| D. T. | D. T. | Gabriel Caballero |     |

| 31    | POR   | Francisco Canales |       |
| 2     | DEF   | César Cercado     |       |
| 3     | DEF   | Orlando Rincón    |       |
| 90    | DEF   | Eduardo Tercero   |       |
| 24    | DEF   | Rodrigo Godínez   |       |
| 123   | MED   | Carlos Martínez   |       |
| 8     | MED   | Jorge Ibarra      |       |
| 20    | MED   | Luis Pérez        |       |
| 7     | MED   | Amaury Escoto     | 90+1' |
| 9     | DEL   | Diego Jiménez     | 84'   |
| 16    | DEL   | Emilio Sánchez    | 75'   |
| D. T. | D. T. | Rafael Puente Jr. |       |

| 48 | Delantero | Patricio Rubio | 67' |
| 69 | Delantero | José García    | 78' |
| 63 | Defensa   | Luis Trujillo  | 87' |

| 13 | Centrocampista | Omar Tejeda       | 75'   |
| 4  | Defensa        | Richard Okunorobo | 84'   |
| 35 | Centrocampista | Diego Campos      | 90+1' |

| 1' · 29' | Moisés Velasco Gabriel Hachen | 1:0 2:0 |

| 36' · 41' | Diego Jiménez Amaury Escoto | 2:1 2:2 |

| 69' · 75' | Carlos Pinto Gabriel Hachen |

| 71' · 84' | Alfonso Sánchez Luis Pérez |

| 90' | Oliver Ortíz |

| Principal  | Oscar Mejía García               |
| Asistentes | Enrique Isaac Bustos Díaz        |
|            | Lixy Esperanza Enríquez Guerrero |
| Cuarto     | Arturo Cruz Hurtado              |

|                    |     |     |
| Tiros              | 8   | 7   |
| Tiros a puerta     | 4   | 6   |
| Faltas             | 6   | 3   |
| Saques de esquina  | 6   | 7   |
| Penaltis           | 0   | 0   |
| Fueras de juego    | 0   | 0   |
| Posesión del balón | 56% | 44% |

| Alineación inicial |

| Campeón de Ascenso 2016-17     |
| ------------------------------ |
|                                |
| Lobos BUAP                     |
| 1° Título                      |
| Asciende a la Liga Bancomer MX |